# Lin Onus
Lin Onus AM, geboren als Lin Burralung Mclintock Onus und auch William McLintock Onus genannt (* 4. Dezember 1948; † 23. Oktober 1996) war ein Maler, Bildhauer und Graphiker vom Aboriginesstamm der Wiradjuri aus Melbourne, Australien.

## Frühes Leben
Sein Vater, Bill Onus, war ein politischer Aktivist und Geschäftsmann, seine Mutter Maud Mary Onus, geborene Nelson, war eine Schottin. Sein Vater war Gründer der Aboriginal Advancement League und dessen erster Präsident, der im Jahr 1968 starb, ein Jahr nach der jahrelangen Kampagne für das Wahlrecht der Aborigines, die erfolgreich war.
Onus war hauptsächlich ein kommunaler Künstler und ein Autodidakt, der zunächst Motorenmechaniker war, bevor er kunsthandwerkliche Gegenstände für Touristen für das Unternehmen Enterprise Novelties herstellte, das seinen Vater gehörte.

## Karriere als Künstler
Onus wurde ein bedeutender Maler, Bildhauer und Graphiker der Aborigines. Sein Gemälde Barmah Forest wurde 1994 mit dem Canberra's National Aboriginal Heritage Award ausgezeichnet.
Die Werke von Onus stellen eine Symbolisierung des Malstils der Aborigines unter Einbeziehung künstlerischer Elemente der gegenwärtigen Kunst dar. In seinen Werken finden sich eindrucksvolle Darstellungen der Rot-Akkazien-Wälder von Barmah, dem Land der Ahnen seines Vaters, und er gebrauchte den rarrk, einen auf Überschraffierung basierenden Malstil, den er erlernt und auch die Erlaubnis hatte, diesen Stil anzuwenden, nachdem er die indigenen Siedlung von Maningrida aufgesucht hatte.
Besonderes Augenmerk legte er auf die künstlerische Darstellung.
Sein bekanntestes Werk Michael and I are just slipping down to the pub for a minute wurde auf einer Postkarte herausgegeben und ist eine Reverenz an seinen Künstlerkollegen Michael Eather. Das Gemälde zeigt einen Dingo auf dem Rücken eines Stechrochen, der die Kultur seiner Eltern darstellt und in Verbindung mit der Aussöhnung dieser beiden Völker steht. Die Abbildung der Woge lehnt sich an das Bild Die große Welle vor Kanagawa (1832) des japanischen Graphikers Katsushika Hokusai an.
1993 wurde er für seine Verdienste um die Kunst als Maler und Bildhauer und um die Förderung von Künstlern der Ureinwohner und ihrer Werke zum Member des Order of Australia ernannt.

## Tod
Lin Onus starb im Alter von 48 Jahren und wurde an der Grenze von New South Wales und Victoria bei der Aborigines-Siedlung Cummeragunja beerdigt.

## Bedeutendste Sammlung
- Janet Holmes à Court|Holmes a Court Collection[8]

### Weiterführende Literatur
- Amanda Ladds, 'The Reconciler', The Blurb, Ausgabe 27
- Encyclopaedia of Aboriginal Australia, Onus, L., Aboriginal Studies Press for the Australian Institute of Aboriginal and Torres Strait Islander Studies, Canberra, 2001
- Alan McCulloch, Susan McCulloch and Emily McCulloch Childs, 'Onus, Lin', in McCulloch's Encyclopedia of Australian Art (4. Ausgabe), Aus Art Editions and The Miegunyah Press, MUP, 2009
- Mary Travers, 'Death of Lin Onus', Art Monthly Australia, no. 96, 1996, S. 43
- Humphrey McQueen, 'Art Indigneous - Onus', abgerufen im Juli 2007
- Louise Bellamy, 'Onus goes on show', The Age, 23. Februar 2005.